# 维罗妮卡·克莱尔
《维罗妮卡·克莱尔》（英語：Veronica Clare）是杰弗里·布卢姆创作的美国犯罪剧情电视剧，1991年7至9月在人生电视网播出一季共九集。劳拉·罗宾逊扮演标题人物维罗妮卡·克莱尔，是在洛杉矶唐人街与他人合伙经营餐馆及爵士樂俱樂部的私家侦探。她只接有兴趣的案子，经常自行挑选案件且不收报酬，破案主要靠智慧和直觉。剧中配角大多是克莱尔的好友与同事，演员包括罗伯特·贝尔特兰、托尼·普蘭納、克里斯蒂娜·皮克勒斯、罗伯特·鲁斯、罗伯特·萨顿、周韦恩。节目富含黑色电影元素。
《维罗妮卡·克莱尔》与同期的《隐匿房间》、《罪案告解》都是人生电视网早期原创节目。布卢姆设想羅蘭·比歌在洛杉矶当侦探，进而产生本剧构想。吉尔·梅莱为节目配乐，采用爵士乐营造气氛。节目1991年5至6月在圣费尔南多谷的电视制片厂拍摄，并在洛杉矶实地取景。
人生电视网在预计的13集播出九集后中止播出，节目后来取消，此后一直没有发行DVD或流媒体。1991至1992年，剧集并为四部電視電影重播。评论认可布卢姆为第一集所创剧本，但批评剧情、视觉风格、基调、罗宾逊的演出。此外，克莱尔的女私家侦探身份还引起女权学术关注与分析。

## 概述

### 剧情与人物
劳拉·罗宾逊扮演的标题人物维罗妮卡·克莱尔与他人在洛杉矶唐人街合伙经营装饰风艺术餐馆和爵士樂俱樂部，平常还是私家侦探。克莱尔经常调查能帮助女人的案件，在自家俱乐部面见潜在客户或嫌疑人。剧情以女主角的视角讲述，每集最后她还把案情写上信纸，结尾署名“爱你的维罗妮卡”。这些信只写不寄，预定收件人的姓名和性别始终没有明确克莱尔在剧中一直很神秘，但有计划在节目续订后进一步探索她的过往。试播集的闪回桥段提供部分人物背景，表明克莱尔的父亲也是侦探。
克莱尔只接有兴趣的案子且不收报酬，她不肉搏、不追车，剧中基本没有动作戏。女主角的瓦爾特PP手槍仅用于自卫，政治理论家菲利普·格林称女主角在私家侦探方面和用枪一样精通。电视评论员马克·达维兹亚克认为克莱尔始终秉持“极其私人的道德准则”。作家德瑞克·邦与美联社的杰里·巴克认为女主角非常养眼，巴克还称，这主要是因为人物查案期间的镜头尽显“诱人魅力”。克莱尔经常利用智慧和直觉办案，罗宾逊认为女主角和对手“仿佛在玩猫抓老鼠游戏”，剧情很“费脑”。
罗伯逊自认克莱尔是独行狭，达维兹亚克也称女主角没几个密友。克莱尔独自住在酒店套房，传媒研究学者艾森·约翰逊认为这样生活非常冷淡，与家庭亲情格格不入。乔恩·伯林盖姆在《米苏拉人报》发文指出，女主角身边的人物或背景往往就很另类。克莱尔与男主角杜克·拉多（罗伯特·贝尔特兰饰）共同经营爵士乐俱乐部，格林认为两人只是一起做生意，没有爱情关系，拉多也不能向克莱尔提供智慧或权威方面帮助。女主角最好的朋友凯尔西·霍恩（克里斯蒂娜·皮克勒斯饰）曾是间谍，在剧中开店卖珍本图书。波兰侨民、洛杉矶警察局尼基·斯沃切克（托尼·普蘭納饰）警督对克莱尔有意。其他配角包括特维德警司（罗伯特·鲁斯饰）、酒保罗科（罗伯特·萨顿饰）、代客泊车服务员吉米（周韦恩饰）。电视剧主创杰弗里·布卢姆指出，群戲绝非本剧重点：“其他人物出场时间只有一成，维罗妮卡无时不在”。

### 风格与对比
《维罗妮卡·克莱尔》富含黑色电影元素，如“第一人称视角叙述、房间烟雾弥漫、充满时代气息的旧车、紧身裙”。克莱尔的坐驾是白色复古奔驰轎跑車.，剧中经常采用类似黑色电影的攝影角度。《亚利桑那共和报》刊登邦妮·贝克的文章，称本剧就像“泰德·透納上色的（20世纪）40年代电影”。达维兹亚克认为虽有许多分集从20世纪40年代的推理小說汲取灵感，但剧情体现的90年代观感更浓郁。
新闻工作者称《维罗妮卡·克莱尔》类似雷蒙·錢德勒或達許·漢密特的推理小說，影评人认为本剧格局“低调”，特别是叙事风格、冷酷与距离感。剧中不乏幽默元素，例如克莱尔的阿姨宣称某帮派分子“缺乏诚信”，理由是“他连退休金计划都没有”。
剧中经常响起吉尔·梅莱谱写的爵士乐来营造气氛，克莱尔的俱乐部以爵士乐为主，有时会有钢琴、低音吉他、手风琴这样的特殊组合，音乐有时用于叙事需要。背景音乐经常翻唱乔治·格什温或科尔·波特的作品，如1926年歌曲《呵护一生》的爵士乐版，电视剧主題曲采用“薩氏管、钢琴、贝斯藍調”。
影评人将克莱尔与維若妮卡·蕾克对比，还称本剧让人想到羅蘭·比歌代替亨弗莱·鲍嘉在20世纪40年代黑色电影扮演私家侦探。电视史学家蒂姆·布鲁克斯与厄尔·马什认为，克莱尔神秘的为人结合发型看上去很像劳伦·白考尔。罗宾逊在电视剧宣传期间表示，女主角就是鲍嘉的力量和智慧结合白考尔之容貌与才智。在她看来，克莱尔就像成人版南希·德鲁，但制片人未必认同。新闻工作者还将女主角与其他虚构人物对比，如麦克·汉默、尼克·查尔斯、菲力普·馬羅、萨姆·斯佩德。保罗·亨尼格在《洛杉磯時報》发文，把克莱尔“言辞速度快、语句短促、情绪经常间断爆发”的表达风格与杰克·韦伯对比，剧中配角与《神探彼得》的配角对比。

## 制作

### 背景

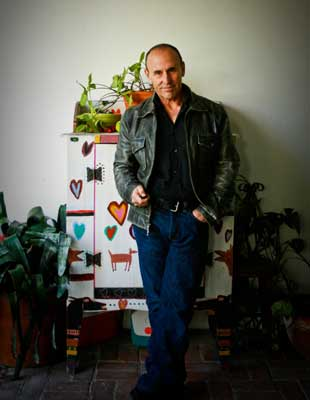
人生电视网相中杰弗里·布卢姆（图）主创的《维罗妮卡·克莱尔》作为首批原创节目

1991年，人生电视网选中《维罗妮卡·克莱尔》、《隐匿房间》、《罪案告解》三部电视剧作为首批原创节目，每部都有神秘或懸疑元素。《北泽西纪事报》的弗吉尼亚·曼恩称三部剧以《维罗妮卡·克莱尔》格调最轻快。人生电视网此前从未自创节目，仅1989年收购全国广播公司停播的《茉莉·托德的生活》后制作新分集。大众传播教授艾琳·米汉、媒體研究教授杰基·拜尔斯认为三部新剧代表人生电视网的“紧急时期”，是该台首次尝试原创剧。
1991年，人生电视网节目部高级副总裁帕特里夏·菲莉表示，电视台未来十年将在原创节目投入十亿美元，《维罗妮卡·克莱尔》就是公司战略的重要组成。麦克·休斯在甘尼特发文指出，《维罗妮卡·克莱尔》是证明有线电视频道一小时档黃金時段电视剧成绩的作品，表现至关重要。菲莉认为把发展重心放在电视节目上风险很大，但要确立电视台地位势在必行。
根据电视台设想，《维罗妮卡·克莱尔》、《隐匿房间》、《罪案告解》主要面向女观众，这与人生电视网的节目传统相符，女子从事男人占绝对多数的职业，如《女干探》的女警、《凯伊·奥布莱恩》的女医生、《犯罪同伙》的私家侦探。休斯指出，《维罗妮卡·克莱尔》反映人生电视网观众的观点，菲莉也称剧中女主角迷人、聪慧、性感、充满女人味。

### 构想与选角
杰弗里·布卢鲁设想劳伦·白考尔在洛杉矶当私家侦探，进而产业本剧构想，他从巴考尔主演的电影《逃亡》（1944年）、《夜长梦多》（1946年）、《逃狱雪冤》（1947年）、《盖世枭雄》（1948年）汲取灵感创造克莱尔。布卢鲁非常喜欢黑色电影，曾参与雷蒙·錢德勒1939年小说《大眠》的1978年同名电影剧本改编。在此期间他首度设想女侦探节目，并在1986年完成试播集剧本。布卢鲁1991年接受《費城詢問報》采访时表示，向电视台推荐上述设想的过程非常不易，还认为这主要是因为电视台不乐意播映青年女子为主角的剧情电视剧。人生电视网1991年订购13集《维罗妮卡·克莱尔》。
参加女主角试镜的演员超过五百，劳拉·罗宾逊特意观看鲍嘉主演电影并模仿白考尔的形象装扮。她在宣传节目期间自称黑色电影粉丝，对白考尔、凯瑟琳·赫本，以及“平衡力量与女子气质的人物”充满钦佩。演出本剧前罗宾逊的戏路很窄，通常只能接演反派或致命女郎，如在1987年漫画人物闪灵侠改编電視試播节目出演普吉尔·罗克斯顿。罗宾逊在1991年接受采访时表示，应该是嗓音或眼睛导致她总是出演这类人物。她很高兴饰演克莱尔，认为这有望为事业带来转机：“扮演坚强、智计百出，同时又性感而且充满女人魅力的人物感觉真好”。布卢姆称赞罗宾逊试镜时“信心十足”，而且样子和他想象的克莱尔很像，故而获选出演。

### 制作与摄制
《维罗妮卡·克莱尔》由赫斯特娱乐公司制作，布卢鲁与查德·霍夫曼任執行製作人，萨夏·施耐德任监制，安东尼·桑塔·克罗齐与斯科特·西特龙任制片人。节目1991年5至6月在圣费尔南多谷的电视制片厂摄制。制片厂历史悠久，罗宾逊在接受《多倫多星報》采访时谈到附近火车声音太大，以致节目有时只能暂停拍摄。剧中许多镜头在是洛杉矶实地取景。
洛杉矶各地照片制成明信片样式，在每集幕间转换时显示。据《综艺》杂志所述，美術指導谢伊·奥斯汀的设计注重“色彩缤纷的夜总会及其街道位置”。爱德华·斐与莫林·奥康奈尔分别负责摄影和剪辑。美国电影摄像公会因本剧授予裴喜剧或剧情类电视剧最佳摄影与/或照明奖。
每集70万美元拍摄成本低于同期電視聯播網节目，布卢鲁自称只聘请少量演职人员来控制成本，不接受外国投资。1991年编剧李·戈德伯格为美国西部编剧工会撰文，指称美国电视网有同外国公司合作来降低制作成本的倾向。文章指出，大部分有线电视网播映的节目包含外国投资，仅《维罗妮卡·克莱尔》等少数例外。布卢姆自编自导第一集《维罗妮卡的阿姨》，后期分集导演分别是马克·卡林汉姆、黛博拉·道尔顿、唐娜·戴奇、艾米·戈尔茨坦、里昂·艾查索、弗雷德里克·金·凯勒、拉法尔·杰林斯基。

## 分集
| 集數                                                       | 標題           | 編劇                         | 首播日期      |
| ---------------------------------------------------------- | -------------- | ---------------------------- | ------------- |
| 1                                                          | 维罗尼卡的阿姨 | 杰弗里·布卢姆                | 1991年7月23日 |
| 维罗妮卡的姨夫去世，黑手党雇主威胁阿姨，维罗妮卡出手相助。 |                |                              |               |
| 2                                                          | 里德           | 杰弗里·布卢姆                | 1991年7月30日 |
| 维罗妮卡追查疑案，杜克·拉多的密友涉案。                    |                |                              |               |
| 3                                                          | 匿名           | 杰弗里·布卢姆                | 1991年8月6日  |
| 某罗马尼亚女子遭人痛打，但因失忆无法追查，维罗妮卡介入。   |                |                              |               |
| 4                                                          | 拳击故事       | 杰弗里·布卢姆、弗兰克·梅格纳 | 1991年8月13日 |
| 女拳击教练请维罗妮卡调查手下人气最旺的拳手为何要退出拳坛。 |                |                              |               |
| 5                                                          | 菲比           | 杰弗里·布卢姆                | 1991年8月20日 |
| 维罗妮卡帮女人寻夫。                                       |                |                              |               |
| 6                                                          | 缓慢暴力       | 南希·邦德                    | 1991年8月27日 |
| 俱乐部歌手请维罗妮卡帮忙照看孩子后突然失踪。               |                |                              |               |
| 7                                                          | 杜瓦尔先生     | 简·阿特金斯                  | 1991年9月3日  |
| 大富翁的夫人失踪，维罗妮卡出手搜寻。                       |                |                              |               |
| 8                                                          | 爱你的阿曼达   | 尼娜·申戈尔德                | 1991年9月10日 |
| 维罗妮卡结合日记里的各种线索调查少女谋杀案。               |                |                              |               |
| 9                                                          | 试播集         | 杰弗里·布卢姆                | 1991年9月17日 |
| 男子怀疑儿子偷他的领针，请维罗妮卡调查。                   |                |                              |               |

## 播映
《维罗妮卡·克莱尔》北美东部时区每周二晚十点播出，周六同一时段重播。节目排在《隐匿房间》、《罪案告解》后面播出，三剧组成两小时的节目段，号称“人生原创夜”、“秘爱相伴”。1991年9月24日，人生电视网停播《维罗妮卡·克莱尔》，拍摄的11集仅播九集。公关亚历克斯·瓦格纳声称这是因为节目制作遇到问题：“我们停止制作改写剧本，还是会继续推进该剧”。他还称，人生电视网仍然有意播放女私家侦探节目。
与瓦格纳的声明不符，人生电视网取消节目。德瑞克·邦宣称，此举主要是因为三大电视网竞争太强，《维罗妮卡·克莱尔》的剧本和宣传无法匹敌。《巴尔的摩太阳报》的史蒂夫·麦克罗对此颇感意外，认为这种面向利基市场的节目不需要刚开播就与電視聯播網比收视率，本剧收视成绩已经很不错，《传媒监测》看好节目前景。《维罗妮卡·克莱尔》、《隐匿房间》、《罪案告解》的收视率不及人生电视网原创电影，其中又以《维罗妮卡·克莱尔》成绩最差，瓦格纳称三剧在18至49岁女观众群体成绩不俗，相信会越来越好。人生电视网此后重播本剧直到1992年6月13日。据1991年《广播》杂志报导，《维罗妮卡·克莱尔》前六集在人生电视网5100万家庭观众的平均收视率为0.8%。
《维罗妮卡·克莱尔》至今没有发行DVD或流媒体。1991至1992年，播出的九集转为四部90分钟電視電影，可从美国国会图书馆申请视频卷轴。四部电影片名分别是：《死事》、《致命思想》、《赤裸之心》、《缓慢暴力》。2020年德瑞克·邦撰文表示，“今日市场已经找不到” 《维罗妮卡·克莱尔》或吉尔·梅莱的配乐这类作品。

## 反响

### 专业评价
影评人称赞布卢姆执笔的《维罗尼卡的阿姨》剧本。美联社的杰伊·沙布特认可布卢姆在剧中加入“大量风趣的翘皮话”，节目不渲染暴力。在他看来，各种专业用枪高手、怒目圆睁的狂野怪才早已屡见不鲜，与众不同的克莱尔足以脱颖而出。《洛杉矶时报》刊登霍华德·罗森伯格的文章，认为布卢姆的剧本“微妙而迷人”，但后面的分集质量急剧下滑。罗森伯格批评第二集《里德》情节漏洞百出，笑料不知所云，其中的坎普风格调就像1991年电影《站在子彈上的男人》。马克·达维兹亚克赞扬布卢姆在第一集平衡剧情与20世纪40年代黑色电影审美，只是“为保持节奏有些过于刻意”。达维兹亚克认为《维罗妮卡·克莱尔》颇具潜力：“这么多明显指向成功的线索，不追查下去简直有罪”。
评论员批评《维罗妮卡·克莱尔》剧情缺乏新意而且不切实际。保罗·亨尼格、《新闻期刊》撰稿人瓦莱丽·赫尔姆布雷克发现许多剧情构想是从过去的侦探小说衍生。赫尔姆布雷克认为本剧是好莱坞过分依赖雷蒙德·钱德勒的负面典型，太多剧情靠过时套路与定型角色支撑。人生电视网宣传本剧是“新鲜出炉的诱人原创”作品，亨尼格认为洛杉矶私家侦探题材根本不可能还有什么原创。《综艺》发文称赞剧中格调，但批评难以置信的情节太多可能导致节目取消。
评论批评本剧画面和基调，对女主角的表现、以及在现代剧情采用黑色电影元素的手法着笔甚多。学者苏珊·怀特认为《维罗妮卡·克莱尔》在20世纪90年代年代的洛杉矶模拟40年代背景效果不佳。《人物》周刊的大卫·希尔特布兰德称本剧把克莱尔描述成女版萨姆·斯佩德之举“太过隐晦与做作”。麦克·休斯与《时代先驱报》撰稿人批评节目过于保守，建议更注重情感体验的观众收看《隐匿房间》。
劳拉·罗宾逊的演技反响不佳。《综艺》、希尔特布兰德认为她的诠释还不足以让观众信服。赫尔姆布雷克对节目观感不佳，批评罗宾逊是“只会换档的性感金发女郎，更适合拍汽车广告或兜售饰品，拿到钱时发出动物般的欢叫”。沙布特认可电视剧构想和情节，但罗宾逊的台词表现平淡如水，降低节目水准，希望她逐渐改善，“不要辜负节目预想的承诺”。罗伯逊在宣传本剧期间为早期分集表现欠佳致歉，自称刚刚找到感觉并走上正轨，还称拍摄期间已经有心改善说话太快的问题。达维兹亚克、邦妮·贝克称赞罗宾逊是扮演女主角的理想人选。

### 性别分析
节目播出后，新闻工作者认为本剧代表观众对女侦探题材兴趣增大。《奥兰多前哨报》刊登南希·佩特的文章，称《维罗妮卡·克莱尔》、根据莎拉·帕勒斯基同名小说改编的1991年电影《女神探沃莎斯基》、蘇·葛拉芙頓赖以成名的女私家侦探金赛·米尔霍恩首字母系列小说都代表上述趋势。艾森·约翰逊认为人生电视网是在看到《女作家与谋杀案》、《蓝色月光》人气高涨后决定制作《维罗妮卡·克莱尔》。《巴尔的摩太阳报》评论员大卫·祖拉维克在探讨本剧潜在文化影响时指出，克莱尔符合“女人创作或主演神秘虚构作品的热潮”。罗森伯格质疑女侦探角色到底有什么意义：“除电视台节目制作人员站在男人视角的偏见外，电视节目根本毫无必要如此关注女侦探”。
学术界从性别角度分析本剧与同名女主角。电影研究教授琳达·米泽耶夫斯基认为克莱尔不过是电视节目又一次推出背景神秘的黑色电影风格女主角。电影学教授尼古拉斯·德维尔斯声称克莱尔是后女权主义产物，独行狭般的女侦探非常罕见，《维罗妮卡·克莱尔》有意以此为突破口探讨社会对不同性别的固有期望。菲利普·格林指出，文艺作品的女主角往往类似“有恋物癖的男人”，但克莱尔并非如此，她在剧中没有呈现男人般的坚韧或侵略感，更加注重体现她的美，同时又不致物化、沦落成纯粹的性符号。
性别与妇女研究学者苏珊·怀特指出，《维罗妮卡·克莱尔》的画面与设计注重时尚和景观，同“硬汉风格叙事”尖锐对立。她质疑剧中同时把女主角塑造成致命女郎和侦探难得观众认可，女主角“克制、闷骚”的一面与工作手段冲突。约翰逊认为克莱尔经常换衣服体现本剧的時裝攝影风格，“罗宾逊的肉体经过包装、摆好姿势，供观众仔细品味”。在她看来，克莱尔与那些硬汉派侦探颇有共同点，同时注重从理想主义者角度体现时尚与自我。

## 脚注
1. 1 2 3 4 5 6 7 8 9 10  Bang 2020，第168頁.
2. 1 2 3 4 5 6  Baker 1991，第5頁.
3. 1 2 3 4 5 6 7 8 9 10 11 12  Sharbutt 1991，第6A頁.
4. 1 2 3 4 5 6 7 8 9  Belcher 1991，第6頁.
5. 1 2 3 4 5 6  Green 1998，第164頁.
6. ↑  Johnson 1994，第62頁.
7. ↑  White 1994，第81頁.
8. 1 2 3 4 5  Brooks & Marsh 2009，第1467頁.
9. 1 2 3 4 5 6 7  Buck 1991，第D6頁.
10. 1 2 3 4  Rosenberg 1991.
11. 1 2 3 4  Mills 1991，第7頁.
12. 1 2 3 4 5 6  Rhein 1991，第3頁.
13. 1 2 3 4 5 6 7 8 9 10 11 12  Dawidziak 1991，第3頁.
14. 1 2  Terrace 2008，第1139–1140頁.
15. 1 2 3 4 5 6  Mills 1991，第6頁.
16. 1 2 3 4  Johnson 1994，第60頁.
17. 1 2 3 4 5 6  Burlingame 1991，第C2頁.
18. 1 2 3 4  Brennan 1991.
19. 1 2 3 4 5 6 7  Helmbreck 1991，第D1頁.
20. ↑  White 1991，第D3頁.
21. 1 2 3 4 5  Hughes 1991，第2D頁.
22. 1 2 3 4  The Times Herald 1991，第8B頁.
23. 1 2 3 4 5 6  Henniger 1991，第3頁.
24. 1 2 3  Lotz 2004，第26頁.
25. ↑  Newman & Witsell 2016，第10頁.
26. ↑  Mann 1991，第B10頁.
27. 1 2  Meehan & Byars 2000，第37頁.
28. 1 2  Zurawik 1991.
29. ↑  Dines & Humez 2003，第620頁.
30. ↑  Endrst 1991.
31. ↑  Cecchini 2017.
32. 1 2 3  Library of Congress 1991a.
33. 1 2 3  Library of Congress 1991b.
34. 1 2 3  Library of Congress 1992a.
35. 1 2 3  Library of Congress 1992b.
36. 1 2 3 4 5 6 7 8 9  Tone 1991.
37. ↑  Bawden 1991，第S94頁.
38. 1 2  Moca 1991，第4頁.
39. 1 2 3  Johnson 1994，第63頁.
40. ↑  Associated Press 1992.
41. 1 2  Goldberg 1991，第26頁.
42. 1 2  Goldberg 1991，第24–25頁.
43. 1 2  Writers Guild of America West.
44. 1 2 3  Thrilling Detective.
45. ↑  Chillicothe Gazette 1991，第3B頁.
46. ↑  The Daily News Journal 1991，第7頁.
47. ↑  Palladium-Item 1991，第B6頁.
48. ↑  Johnson 1994，第46頁.
49. 1 2 3 4  Meehan & Byars 2000，第97頁.
50. 1 2 3  Logan 1991，第20頁.
51. ↑  McKerrow 1991，第C6頁.
52. ↑  Johnson 1994，第64頁.
53. ↑  Moshavi 1991，第27頁.
54. ↑  TVShowsOnDVD.com.
55. ↑  TV Guide.
56. 1 2 3 4 5  Hiltbrand 1991.
57. 1 2  White 1991.
58. 1 2  Pate 1991.
59. ↑  Johnson 1994，第66頁.
60. ↑  Mizejewski 2004，第208頁.
61. ↑  de Villiers 2016.
62. ↑  Green 1998，第241頁.
63. ↑  Green 1998，第164–165頁.
64. ↑  Mizejewski 2004，第199頁.
65. ↑  White 1994，第92頁.
66. ↑  Johnson 1994，第54頁.